# 거제 옥녀봉 봉수대
거제 옥녀봉 봉수대(巨濟 玉女峰 烽燧臺)는 대한민국 경상남도 거제시 장승포동에 있는 봉수대이다. 1993년 12월 27일 경상남도의 기념물 제129호로 지정되었다.

## 개요
봉수대는 횃불과 연기를 이용하여 급한 소식을 전하던 옛날의 통신수단을 말하며, 높은 산에 올라가서 불을 피워 낮에는 연기로 밤에는 불빛으로 신호를 보냈다.
『대동지지』에 의하면 거제도에는 가라산 봉수, 가배량에 남망 봉수, 옥포에 옥림산, 지세포에 눌인곶 봉수, 율포에 가을곶 봉수가 있었다고하는데 이중 옥림산 봉수가 현재 옥녀봉 봉수대를 가리키는 것으로 보인다. 옥녀봉 봉수대는 조선 전기에 설치된 것으로 보이며 3단으로 석축을 쌓고 봉수대를 설치하였다.
옥녀봉 봉수대는 북쪽으로 강망산 봉수대와 연결되고, 동쪽으로 장승포일대, 서쪽으로 아주 및 옥포, 남쪽으로 일운면 와현을 한눈에 볼 수 있는 봉수대의 최적지에 설치되었는데, 남동쪽으로 침입하는 왜구를 감시하기 위한 것으로 보인다.

## 같이 보기
- 거제 강망산 봉수대 (경상남도 기념물 제202호)
- 거제 지세포 봉수대 (경상남도 기념물 제242호)

## 참고 문헌
- 거제 옥녀봉 봉수대 - 국가유산청 국가유산포털